# George Suttor
George Suttor (Chelsea, 11 juin 1774-Bathurst, 5 mai 1859) est un botaniste et agronome britannique.

## Biographie
Fils d'un jardinier, il apprend la botanique avec lui. C'est par la lecture du journal de voyage de James Cook et de Joseph Banks qu'il décide de partir s'établir en Nouvelle-Galles du Sud. Il remet alors à Banks un lot de graines et de spécimen en échange d'un aller gratuit.
Il quitte ainsi l'Angleterre avec sa femme le 17 mars 1800 et arrive à Sydney le 5 novembre 1800. Le couple s'installe à Baulkham Hills. Suttor y devient un important exploitant d'agrumes et d'olives.
Impliqué dans la crise de gestion du gouverneur Bligh (1808), il est emprisonné puis libéré (1810). En août 1814, il devient directeur de l'asile de Castle Hill mais, à la suite d'une polémique concernant le travail des aliénés, en est écarté (février 1819). Il décide alors de partir s'installer dans les montagnes Bleues dans les plaines de l'actuelle Bathurst (1822). Il y établit une station à la jonction des rivières Winburndale et Clear qui devient très prospère, grâce notamment à ses bonnes relations avec les aborigènes et son amitié avec le chef Windradyne.
Il est élu membre de la Linnean Society of London en 1839.

## Œuvres
- The Culture of the Grape-Vine and the Orange in Australia and New Zealand (1843)
- Memoirs Historical and Scientific of the Right Honourable Sir Joseph Banks (1855)

## Hommage
- Un parc de Baulkham Hills porte son nom.